# 達胡安·薩默斯
達胡安·麥克·薩默斯（1988年1月24日—）為美國男子籃球運動員。

## 高中生涯
薩默斯就讀麥克多諾學校。2004–05年賽季場均繳出20.4分、11.6籃板，幫助麥克多諾以23勝6敗挺進MIAA A Conference決賽。2005–06年賽季場均繳出29.2分、11籃板、4助攻、2抄截和3阻攻，帶領麥克多諾以19勝6敗作收。高中生涯留下總得分1502分，兩次巴爾的摩太陽報巴爾的摩縣年度球員殊榮。

## 職業生涯
2011年7月3日，薩默斯與健全的心靈簽下兩年合約。10月30日，薩默斯與健全的心靈分道揚鑣。2013年7月31日，薩默斯與布迪維爾尼克簽下一年合約。2014年8月12日，大加納利島簽下薩默斯。2016年7月28日，卡爾舍亞卡同意與薩默斯簽約。2017年8月3日，薩默斯與加拉塔薩雷簽下一年合約。
2018年7月18日，B1聯賽琉球黃金國王宣布與薩默斯達成簽約協議。9月4日，琉球黃金國王宣布未與薩默斯完成簽約。9月18日，韓國籃球聯賽（KBL）首爾SK騎士宣布由於亞倫·海恩斯尚在康復中，引進薩默斯參加亞洲冠軍盃。12月19日，首爾SK騎士宣布亞倫·海恩斯受傷，由薩默斯臨時頂替。12月28日，薩默斯的膝蓋受傷。12月31日，首爾SK騎士引進伊凡·阿斯卡臨時頂替薩默斯。
2019年7月12日，大都會92宣布簽下薩默斯。8月31日，大都會92簽下多塔·史密斯頂替受傷的薩默斯。11月15日，大都會92延長與多塔·史密斯的合約至賽季結束。11月21日，B1聯賽島根魔術宣布與薩默斯達成簽約協議。12月13日，島根魔術宣布與薩默斯完成簽約。
2020年6月4日，島根魔術宣布與薩默斯的合約到期，薩默斯代表島根魔術出賽7場，場均17.4分、8籃板。2021年2月19日，德黑蘭馬赫拉姆簽下薩默斯。2022年1月3日，薩默斯重返德黑蘭馬赫拉姆。8月24日，P. LEAGUE+新北國王宣布簽下薩默斯，中文登錄名為「夏姆斯」。10月9日，薩默斯在「SOUTH賽」熱身賽中亮相，繳出2分、4籃板的表現。
2023年2月23日，賀米尼門簽下薩默斯。4月28日，穆哈拉格簽下薩默斯。9月16日，伊拉斯圖雨晴引進薩默斯。11月27日，伊拉斯圖雨晴引進迪米特里厄斯·特雷德韦尔頂替薩默斯。12月27日，韓國籃球聯賽（KBL）高陽索諾天空槍手宣布引進薩默斯，頂替德揚泰·戴維斯。2024年1月2日，KBL宣布高陽索諾天空槍手完成註冊薩默斯。3月5日，總教練表示薩默斯賽季報銷，薩默斯代表高陽索諾天空槍手出戰16場，場均貢獻6.7分、2.1籃板、0.5助攻。9月12日，Rafael Barias簽下薩默斯。

## 外部連結
- 德胡安·薩莫斯在fiba.basketball（英语）
- 德胡安·薩莫斯在archive.fiba.com（archived）（英语）
- 德胡安·薩莫斯在NBA（英语）
- 德胡安·薩莫斯在歐洲籃球聯賽（英语）
- 德胡安·薩莫斯在西班牙篮球甲级联赛（球員）（西班牙语）
- 德胡安·薩莫斯在義大利籃球聯賽（意大利语）
- 德胡安·薩莫斯在土耳其籃球超級聯賽（英语）
- 德胡安·薩莫斯在韓國籃球聯賽（英语）
- 德胡安·薩莫斯在Basketball-Reference.com（NBA）（英语）
- 德胡安·薩莫斯在Basketball-Reference.com（NBA G聯盟）（英语）
- 德胡安·薩莫斯在Basketball-Reference.com（國際）（英语）
- 德胡安·薩莫斯在Sports-Reference.com（NCAA）（英语）
- 德胡安·薩莫斯在ESPN（NBA）（英语）
- 德胡安·薩莫斯在Eurobasket.com（球員）（英语）
- 德胡安·薩莫斯在RealGM（英语）
- 德胡安·薩莫斯在Proballers（英语）
- 德胡安·薩莫斯在Flashscore（英语）
- . Interperformances.com.   [2024-11-12]. （原始内容存档于2024-07-22）.